# سوزي إيتشيسون
سوزي إيتشيسون (بالإنجليزية: Suzy Aitchison)‏ هي ممثلة بريطانية، ولدت في 4 يونيو 1960 في مرليبون في المملكة المتحدة.

## وصلات خارجية
- سوزي إيتشيسون على موقع IMDb (الإنجليزية)
- سوزي إيتشيسون على موقع ميوزك برينز (الإنجليزية)
- سوزي إيتشيسون على موقع ديسكوغز (الإنجليزية)
- سوزي إيتشيسون على موقع قاعدة بيانات الفيلم (الإنجليزية)